# ランウェイズスタッド
ランウェイズスタッド（Lanwades Stud）は、イギリスサフォーク州ニューマーケットにある種牡馬の繋養を行う牧場である。代表者はカールステン・ラウジング。

## 主な繋養馬

### 種牡馬
- Sea the Moon / シーザムーン
- Bobby's Kitten
- Study of man / スタディオブマン

## 過去の繋養馬
- Niniski / ニニスキ（1981年 - 1995年引退、1998年死亡）
- Zilzal / ジルザル（1996年 - 2003年、移動）
- With Approval / ウィズアプルーヴァル（2006年 - 2010年）
- Vita Rosa / ヴィータローザ(2009年 -2010年　2010年のシーズンからは、アレヴァメント・レナッチーノ(イタリア共和国・シエーナ)へ移動)
- Alado / アラド（2007年 - ）
- Domedriver / ドームドライヴァー（2004年 - ）
- Piccolo / ピッコロ（2008年 - ）
- Hernando / エルナンド（1996年 - ）
- Selkirk / セルカーク（英語版）（1993年 - ）
- North Light
- Aussie Rules / オージールールズ(2012年 - )
- Leroidesanimaux
- Archipenko / アーキペンコ（2010年 - ）
- Sir Percy / サーパーシー（2008年 - 2023年）